# سيمون غوسلينج
سيمون غوسلينج (بالإنجليزية: Simon Gosling)‏ هو ملحن ومصمم بريطاني، ولد في 9 أبريل 1969.

## وصلات خارجية
- سيمون غوسلينج على موقع IMDb (الإنجليزية)